# Konrad Wimpina

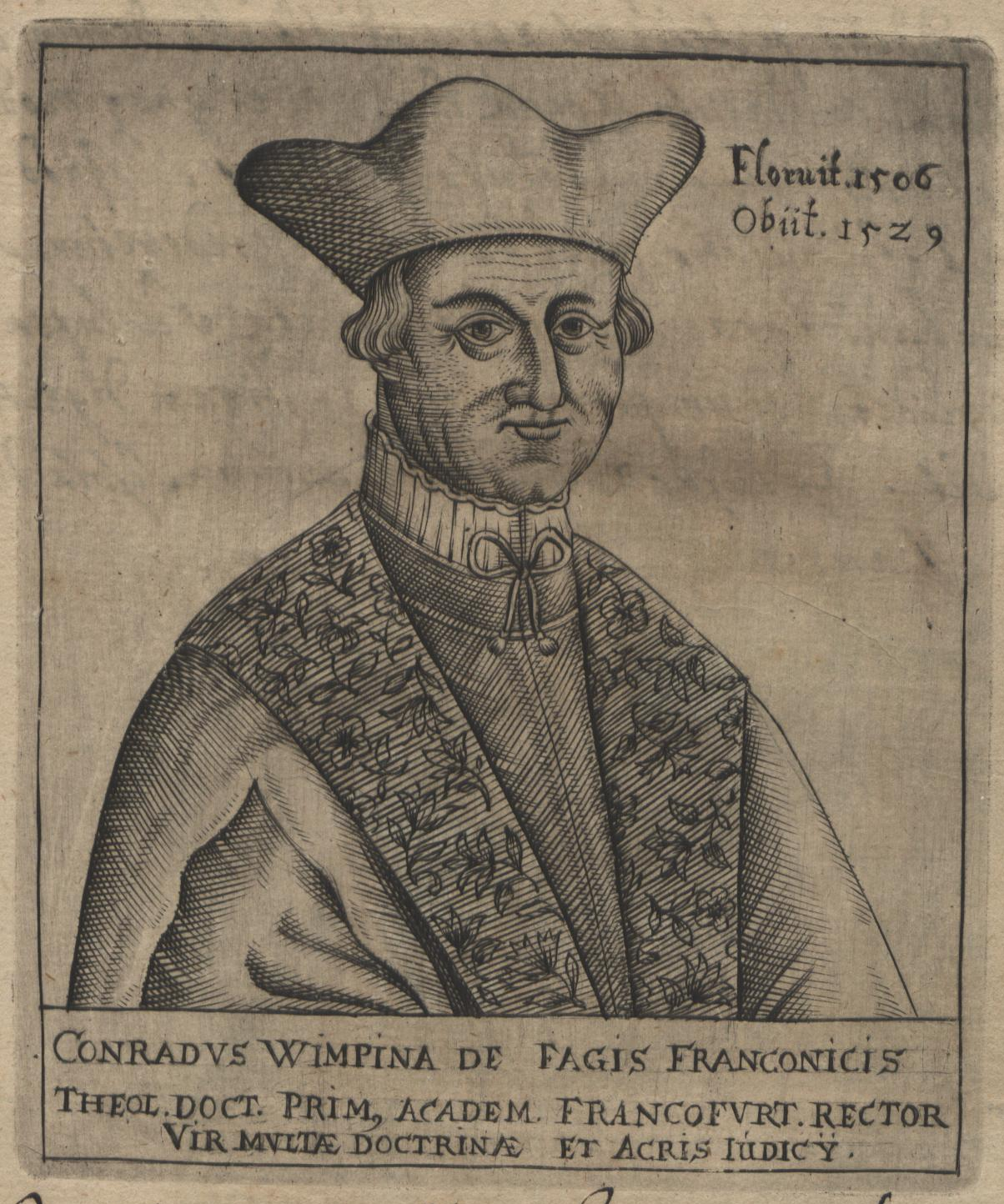
Wimpina in Martin Friedrich Seidels Bilder-Sammlung von 1671

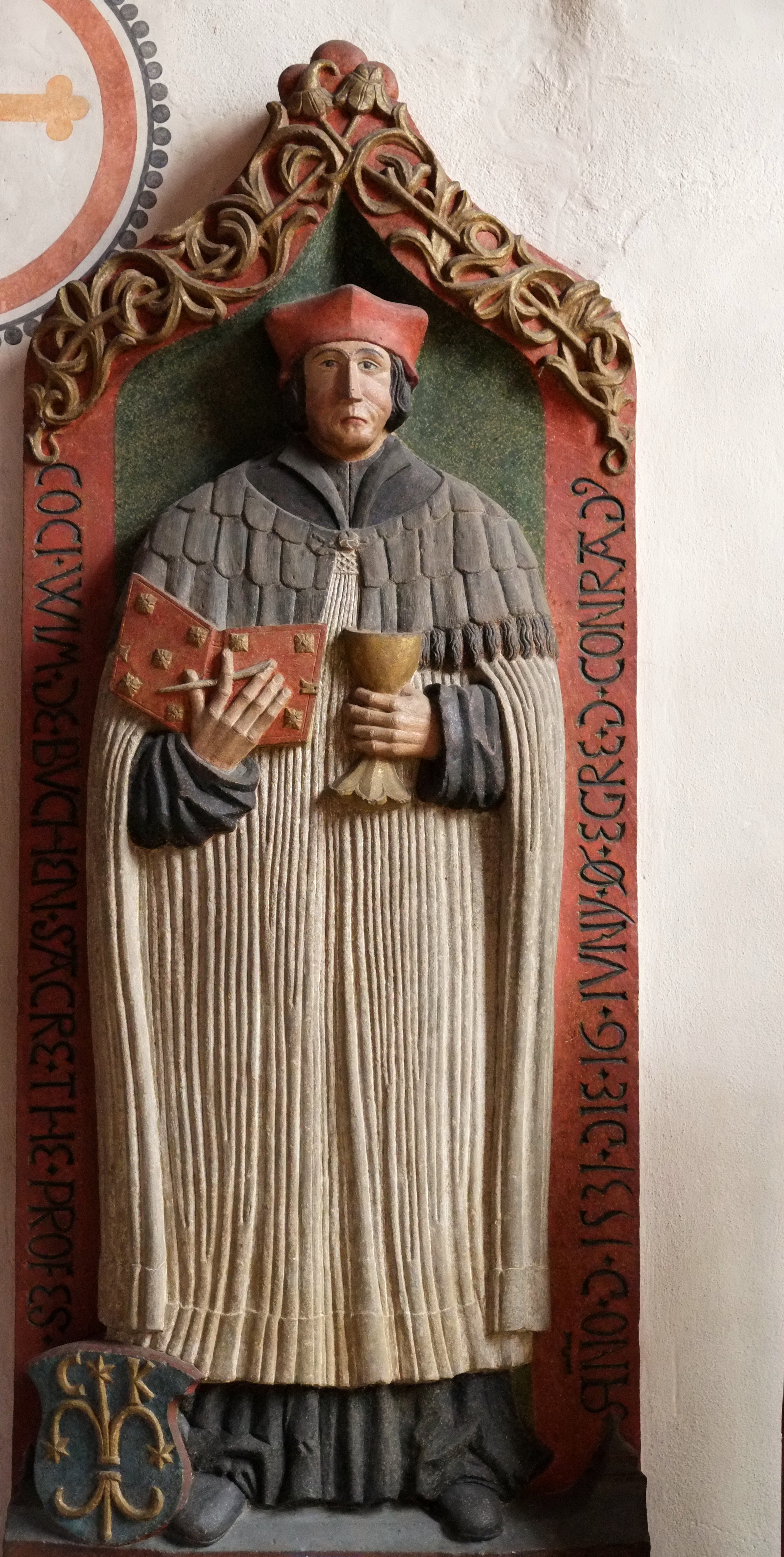
Epitaph für Konrad Wimpina in der Stadtkirche St. Oswald in Buchen (Odenwald)

Konrad Wimpina, eigentlich Konrad Koch (* um 1460 in Buchen (Odenwald); † 17. Mai 1531 in Amorbach), war ein Humanist und römisch-katholischer Theologe.

## Leben
Sein Name Wimpina rührt daher, dass seine Familie das Bürgerrecht in der Reichsstadt Wimpfen besaß. Dort war er auch zunächst Konventsbruder und Lektor im Wimpfener Dominikanerkloster, bevor er sich 1479 an der Universität Leipzig immatrikulierte, wo er 1485 den akademischen Grad eines Magisters der sieben freien Künste erwarb. Anschließend studierte er Theologie und wurde 1491 zu theologischen Vorlesungen zugelassen. 1494 war er zuerst Rektor der Leipziger Universität, dann Dekan der Artistenfakultät. Am 2. April 1496 empfing er in Merseburg die Priesterweihe. Am 5. Januar 1503 wurde er in Leipzig zum Doktor der Theologie promoviert, war 1505 Gründungsrektor der Brandenburgischen Universität Frankfurt und Mitverfasser der Confutatio, der katholischen Entgegnung auf das protestantische Augsburger Bekenntnis von 1530.
Zu seinen Ehren wurde ihm ein Epitaph in der Buchener Stadtkirche St. Oswald gesetzt.